# Альварес, Ельцин
Ельцин Альварес (исп. Yeltsin Álvarez; 2 ноября 1994) — гватемальский футболист, полузащитник клуба «Депортиво Истапа» и сборной Гватемалы.

## Биография

### Клубная карьера
Начинал профессиональную карьеру в клубе «Гуастатоя». В его составе дебютировал в чемпионате Гватемалы в сезоне 2014/15, в котором провёл 6 матчей. В 2016 году подписал контракт с клубом «Кобан Империаль».

### Карьера в сборной
Дебютировал за сборную Гватемалы 16 августа 2018 года в товарищеском матче со сборной Кубы, в котором появился на замену на 66-й минуте вместо Эди Данило Герры. В ноябре 2019 года принял участие в одном матче Лиги наций КОНКАКАФ против Пуэрто-Рико. В матче, завершившемся со счётом 5:0, Альварес стал автором четвёртого мяча, таким образом открыв счёт своим голам за сборную. По итогам турнира Гватемала стала победителем своей группы и перешла из лиги «С» в лигу «В».